# 徳力公団前駅
徳力公団前駅（とくりきこうだんまええき）は、福岡県北九州市小倉南区徳力一丁目にある、北九州高速鉄道（北九州モノレール）小倉線の駅。駅番号は「10」。
2025年現在、日本国内に2つしかない「公団」と付く駅名の一つである（もう一つは千葉県の「高根公団駅」）。

## 歴史
- 1985年（昭和60年）1月9日：開業[1]。駅名は沿線の公団住宅「徳力団地」にちなむ。
- 2015年（平成27年）10月1日：ICカード「mono SUGOCA」の利用が可能となる[2]。

## 駅構造
相対式ホーム2面2線を有する高架駅。

### のりば
| 番線 | 路線    | 行先       |
| ---- | ------- | ---------- |
| 1    | ■小倉線 | 企救丘方面 |
| 2    | ■小倉線 | 小倉方面   |

## 利用状況
2019年度の1日平均乗降人員は4,410人である。各年度の1日平均乗車人員は下表のとおり。
| 乗車人員推移 | 乗車人員推移 |
| 年度         | 1日平均人数  |
| ------------ | ------------ |
| 2000年       | 2,417        |
| 2001年       | 2,265        |
| 2002年       | 2,233        |
| 2003年       | 2,162        |
| 2004年       | 2,113        |
| 2005年       | 2,071        |
| 2006年       | 2,046        |
| 2007年       | 2,141        |
| 2008年       | 2,121        |
| 2009年       | 2,046        |
| 2010年       | 2,031        |
| 2011年       | 2,085        |
| 2012年       | 2,158        |
| 2013年       | 2,157        |
| 2014年       | 2,135        |
| 2015年       | 2,155        |
| 2016年       | 2,213        |
| 2017年       | 2,268        |
| 2018年       | 2,255        |
| 2019年       | 2,218        |

## 駅周辺
- UR都市機構徳力団地
  - マックスバリュエクスプレス徳力店（団地内商店街に所在）
- ハローデイ徳力本店
- 北九州市立広徳中学校
- 北九州市立広徳小学校
- 北九州市立小倉南武道場
- 福岡銀行徳力支店
- 西日本シティ銀行徳力支店
- 小倉徳力郵便局

## バス路線
駅真下に「徳力公団前駅」停留所があり、下記の路線が発着する。
西鉄高速バス
- なかたに号 - 西鉄天神高速バスターミナル方面

西鉄バス北九州
- 北九州空港エアポートバス - 北九州空港方面
- 32 - 三萩野・戸畑 方面
- 1 - 徳力団地・中谷 方面

おでかけ交通
- 東谷線 - 石原町駅・頂吉越方面

## 隣の駅
北九州高速鉄道
■小倉線
守恒駅(09) - 徳力公団前駅(10) - 徳力嵐山口駅(11)